# Janusz Palikot
Janusz Marian Palikot  ('januʃ palikot), né le 26 octobre 1964 à Biłgoraj, non loin de Lublin, est  un entrepreneur et homme politique polonais.

## Biographie
Après des études de philosophie, il se lance dans les affaires et fait fortune dans la distribution de vodka et de vins importés. Il finance alors des actions culturelles mais aussi une revue réactionnaire Ozon.
Il se lance en politique en 2005 et est élu député de la Plateforme civique à la Diète dans la région de Lublin. Son langage populaire et ses manières volontiers provocatrices vont lui attirer rapidement l'attention des médias. Son discours va alors devenir plus radical. 
En janvier 2008, il préside une commission pour lutter contre la bureaucratie.
En 2010, il quitte la Plateforme civique pour créer sa propre formation, le Mouvement Palikot (Ruch Palikota), notamment pour s'opposer aux ingérences de l'Église dans les affaires de l'État (il a ainsi demandé le retrait des croix et crucifix des bâtiments publics) et pour soutenir la cause des femmes et celle des homosexuels. Il est partisan de la légalisation de l'avortement et de la marijuana. En économie, c'est un libéral affirmé, qui prône par exemple la simplification des règlements pour les chefs d'entreprise, un taux d'imposition unique, ou encore la réduction de moitié des dépenses militaires. Il démissionne en janvier 2011 de son mandat de député.
Son mouvement obtient un succès relatif aux élections législatives d'octobre 2011, avec 10 % des voix ; il se prononce pour un soutien à un gouvernement de la Plateforme civique, qui a remporté les élections, à certaines conditions, avant que celle-ci choisisse de reconduire la coalition sortante.
En 2013, il crée une nouvelle formation, Ton Mouvement (Twój Ruch) et participe, avec l'ancien président Aleksander Kwaśniewski et d'autres personnalités de centre-gauche, au lancement d'un mouvement pro-européen, Europa Plus, pouvant se muer en un parti politique. Le mouvement se présente aux élections européennes de mai 2014, mais ne remporte que 3,57 %, seuil insuffisant pour obtenir des élus.
Candidat à l'élection présidentielle de 2015, Janusz Palikot n'obtient toutefois que 1,42 % des suffrages soit 211 242 voix. Disqualifié, il refuse de donner une consigne de vote à ses électeurs.

## Sources
- Site de la diète